# Gereformeerde kerk (Lollum)
De gereformeerde kerk is een kerkgebouw in Lollum in de Nederlandse provincie Friesland.

## Beschrijving
De gereformeerde kerk werd in 1915 gebouwd naar ontwerp van Ane Nauta. De recht gesloten kruiskerk met rationalistische invloeden heeft een voorportaal en een terzijde geplaatste ongelede toren met vierzijdige spits met frontalen. Het orgel uit 1888 is gebouwd door de Gebr. Adema. De pastorie (Waaenserweg 2) dateert uit 1898.

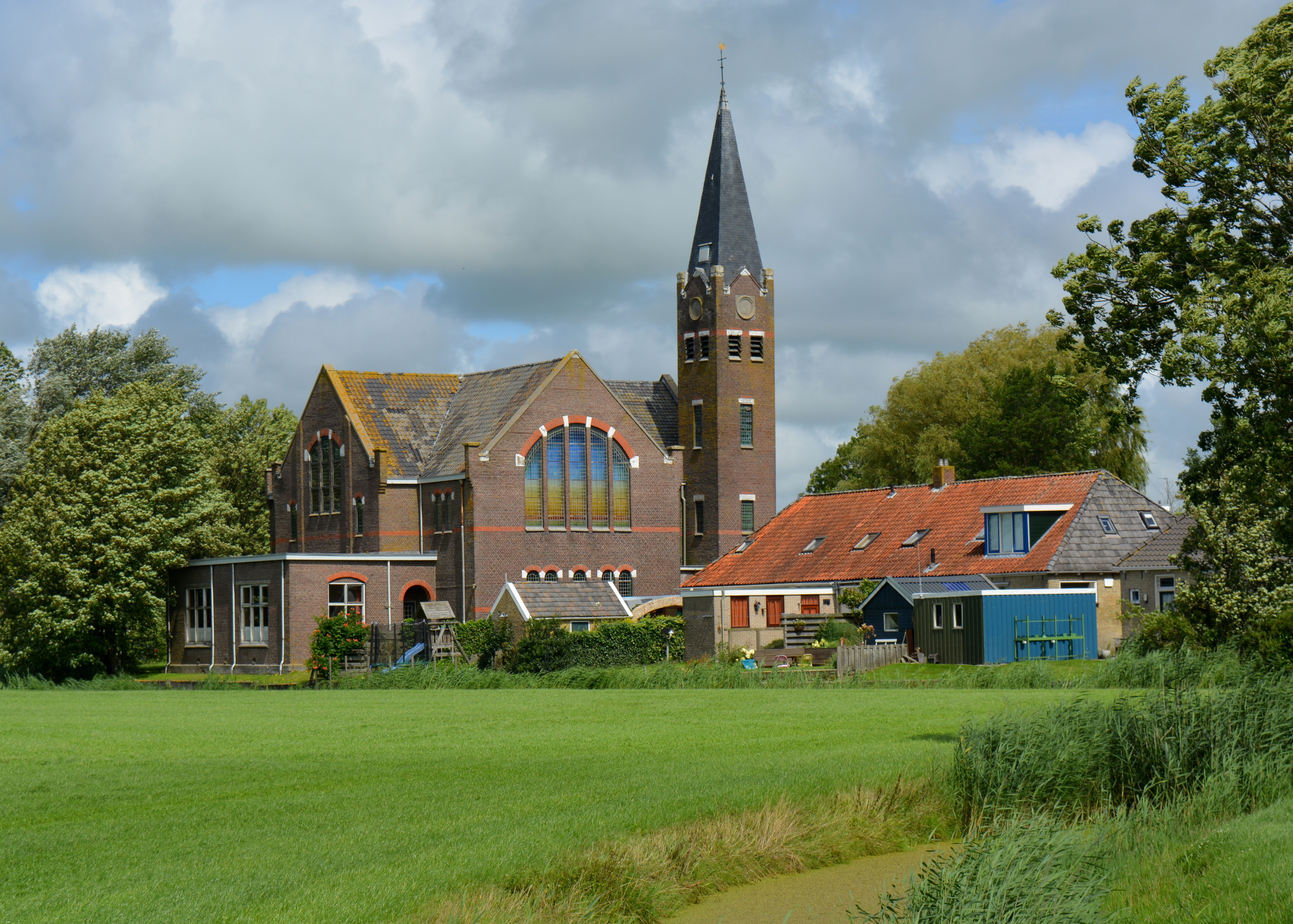
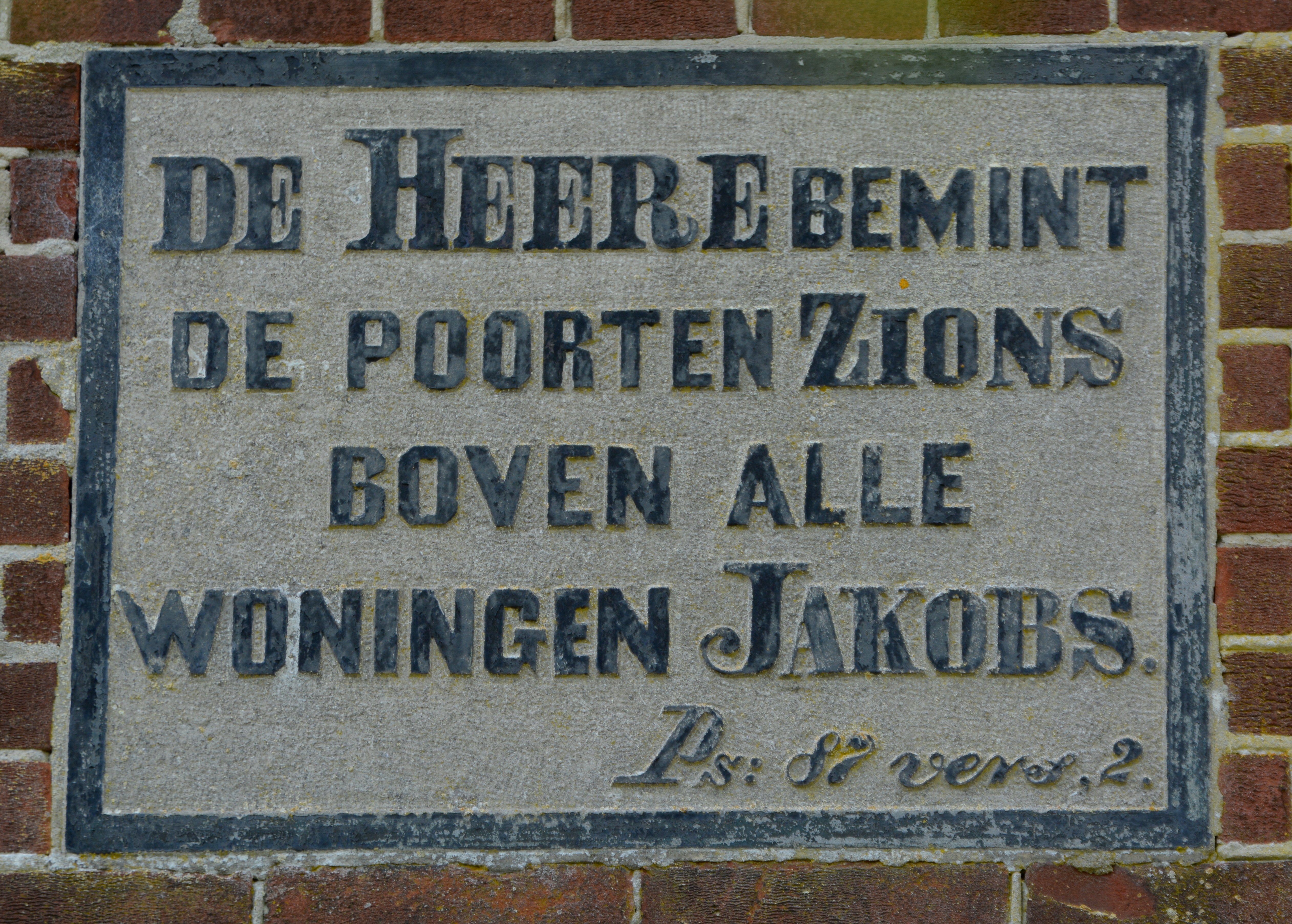
gevelsteen